# Équipe de Saint-Christophe-et-Niévès de football
Cet article traite de l'équipe masculine. Pour l'équipe féminine, voir Équipe de Saint-Christophe-et-Niévès féminine de football.
Maillots
L'équipe de Saint-Christophe-et-Niévès de football (ou Saint-Kitts-et-Nevis) est une sélection des meilleurs joueurs christophiens sous l'égide de la Fédération de Saint-Christophe-et-Niévès de football.

## Histoire
Saint-Christophe-et-Niévès co-organise (conjointement avec Antigua-et-Barbuda) la Coupe caribéenne des nations 1997 et se hisse jusqu'en finale, perdue contre Trinité-et-Tobago (0-4). Cela lui donne le droit de jouer face à Cuba (finaliste en 1996) un barrage dont le vainqueur disputerait la Gold Cup 1998. Saint-Kitts-et-Nevis perd ce barrage 2-0 et rate l'occasion de participer à un tournoi continental.
Par ailleurs, à l'occasion des qualifications pour la Coupe du monde 2006, Saint-Kitts-et-Nevis atteint le 3e tour et intègre le groupe 3 en compagnie du Mexique, de Trinité-et-Tobago et de Saint-Vincent-et-les-Grenadines. L'équipe finit dernière de la poule avec un zéro pointé en six matches et encaisse même, le 17 novembre 2004, à Monterrey, la pire défaite de son histoire contre le Mexique (0-8).
En novembre 2015, l'équipe fait une tournée en Europe afin de disputer des matches amicaux contre Andorre et l'Estonie, les premières rencontres de la nation caribéenne face à des adversaires européens. Elle parvient à s'imposer 1-0 (but de Devaughn Elliott) contre les Andorrans, avant de succomber 3-0 en Estonie.
En octobre 2016, elle atteint son meilleur rang au classement mondial de la FIFA (73e place) grâce à ses bonnes performances lors du 2e tour des éliminatoires de la Coupe caribéenne des nations 2017. Néanmoins deux défaites contre la Guyane (1-0) et Haïti à domicile (0-2 a.p.) stoppent le parcours des Sugar Boyz au 3e tour de ces éliminatoires. L'année se termine par un match nul 1-1 à Basseterre face à l'Estonie, le 19 novembre 2016, en match amical, un an après avoir joué contre cette même équipe à Tallinn.
En juin 2017, l'équipe effectue une deuxième tournée européenne et affronte l'Arménie, le 4 juin, à Erevan, puis la Géorgie, trois jours plus tard, à Tbilissi. Ces deux rencontres se soldent par autant de défaites, 5-0 et 3-0, respectivement. Saint-Kitts-et-Nevis continue dans sa logique des tournées internationales et se rend en août 2017 à Bombay pour y rencontrer Maurice et l'Inde dans le cadre d'un tournoi amical, le 2017 Hero Tri-Nation Series (en). Ces deux matchs se soldent par autant de matchs nuls acquis sur le même score d'un but partout.
Les Sugar Boyz retrouvent Andorre le 25 mars 2022, 6 ans et demi après leur unique confrontation, pour un match amical à Andorre-la-Vieille. Cette fois la sélection de la Principauté l'emporte sur son terrain (1-0).

## Résultats

### Classement FIFA
| Année              | 1993 | 1994 | 1995 | 1996 | 1997 | 1998 | 1999 | 2000 | 2001 | 2002 | 2003 | 2004 | 2005 | 2006 | 2007 | 2008 | 2009 | 2010 | 2011 | 2012 | 2013 | 2014 | 2015 | 2016 | 2017 | 2018 | 2019 | 2020 | 2021 |
| ------------------ | ---- | ---- | ---- | ---- | ---- | ---- | ---- | ---- | ---- | ---- | ---- | ---- | ---- | ---- | ---- | ---- | ---- | ---- | ---- | ---- | ---- | ---- | ---- | ---- | ---- | ---- | ---- | ---- | ---- |
| Classement mondial | 166  | 175  | 150  | 121  | 127  | 132  | 137  | 146  | 129  | 109  | 134  | 118  | 129  | 143  | 160  | 152  | 156  | 122  | 116  | 123  | 149  | 118  | 121  | 80   | 111  | 136  | 139  | 140  | 138  |

### Parcours en Coupe du monde
| Année | Position     |      | Année         | Position |               | Année | Position |
| 1930  | Non inscrite | 1974 | Non inscrite  | 2010     | Non qualifiée |       |          |
| 1934  | Non inscrite | 1978 | Non inscrite  | 2014     | Non qualifiée |       |          |
| 1938  | Non inscrite | 1982 | Non inscrite  | 2018     | Non qualifiée |       |          |
| 1950  | Non inscrite | 1986 | Non inscrite  | 2022     | Non qualifiée |       |          |
| 1954  | Non inscrite | 1990 | Non inscrite  | 2026     | Non qualifiée |       |          |
| 1958  | Non inscrite | 1994 | Non inscrite  | 2030     | À venir       |       |          |
| 1962  | Non inscrite | 1998 | Non qualifiée | 2034     | À venir       |       |          |
| 1966  | Non inscrite | 2002 | Non qualifiée |          |               |       |          |
| 1970  | Non inscrite | 2006 | Non qualifiée |          |               |       |          |

### Parcours en Gold Cup
| Année | Position     |      | Année         | Position |               | Année | Position |  | Année | Position |
| 1963  | Non inscrite | 1989 | Non inscrite  | 2007     | Non qualifiée | 2025  |          |  |       |          |
| 1965  | Non inscrite | 1991 | Non qualifiée | 2009     | Non qualifiée |       |          |  |       |          |
| 1967  | Non inscrite | 1993 | Non qualifiée | 2011     | Non qualifiée |       |          |  |       |          |
| 1969  | Non inscrite | 1996 | Non qualifiée | 2013     | Non qualifiée |       |          |  |       |          |
| 1971  | Non inscrite | 1998 | Non qualifiée | 2015     | Non qualifiée |       |          |  |       |          |
| 1973  | Non inscrite | 2000 | Non qualifiée | 2017     | Non qualifiée |       |          |  |       |          |
| 1977  | Non inscrite | 2002 | Non qualifiée | 2019     | Non qualifiée |       |          |  |       |          |
| 1981  | Non inscrite | 2003 | Non qualifiée | 2021     | Non qualifiée |       |          |  |       |          |
| 1985  | Non inscrite | 2005 | Non qualifiée | 2023     | 1er tour      |       |          |  |       |          |

### Parcours en Ligue des nations
| Édition   | Ligue | Phase de groupes | Phase de groupes | Phase de groupes | Phase de groupes | Phase de groupes | Phase de groupes | Phase de groupes | Phase finale | Phase finale | Phase finale | Phase finale | Phase finale | Phase finale | Phase finale | Phase finale |
| Édition   | Ligue | Class.           | M                | V                | N                | D                | BM               | BE               | Pays hôte    | Résultat     | M            | V            | N            | D            | BM           | BE           |
| --------- | ----- | ---------------- | ---------------- | ---------------- | ---------------- | ---------------- | ---------------- | ---------------- | ------------ | ------------ | ------------ | ------------ | ------------ | ------------ | ------------ | ------------ |
| 2019-2020 | B     | 4/4              | 6                | 1                | 2                | 3                | 8                | 8                | 2020         | Inéligible   | Inéligible   | Inéligible   | Inéligible   | Inéligible   | Inéligible   | Inéligible   |
| 2022-2023 | C     | 1/3              | 4                | 3                | 1                | 0                | 9                | 4                | 2023         | Inéligible   | Inéligible   | Inéligible   | Inéligible   | Inéligible   | Inéligible   | Inéligible   |
| 2023-2024 | B     | 4/4              | 6                | 1                | 1                | 4                | 4                | 12               | 2024         | Inéligible   | Inéligible   | Inéligible   | Inéligible   | Inéligible   | Inéligible   | Inéligible   |
| 2024-2025 | C     | 1/3              | 4                | 3                | 1                | 0                | 10               | 3                | 2025         | Inéligible   | Inéligible   | Inéligible   | Inéligible   | Inéligible   | Inéligible   | Inéligible   |
| 2026-2027 | B     | /4               | 0                | 0                | 0                | 0                | 0                | 0                | 2027         | Inéligible   | Inéligible   | Inéligible   | Inéligible   | Inéligible   | Inéligible   | Inéligible   |
| Total     | Total | Total            | 20               | 8                | 5                | 6                | 31               | 27               | Total        | Total        | 0            | 0            | 0            | 0            | 0            | 0            |

### Parcours en Coupe caribéenne des nations
- 1978 : Non inscrit
- 1979 : 1er tour préliminaire
- 1981 : Non inscrit
- 1983 : Tour préliminaire
- 1985 : Non inscrit
- 1988 : Non inscrit
- 1989 : Tour préliminaire
- 1990 : Tour préliminaire
- 1991 : Tour préliminaire
- 1992 : Tour préliminaire
- 1993 : 4e place
- 1994 : Tour préliminaire
- 1995 : Tour préliminaire
- 1996 : 1er tour
- 1997 : Finaliste
- 1998 : Tour préliminaire
- 1999 : 1er tour
- 2001 : 1er tour
- 2005 : Tour préliminaire
- 2007 : 1er tour préliminaire
- 2008 : 2e tour préliminaire
- 2010 : 2e tour préliminaire
- 2012 : 1er tour préliminaire
- 2014 : 2d tour préliminaire
- 2017 : 3e tour préliminaire

### Palmarès
- Coupe caribéenne des nations:
  - Finaliste en 1997.

## Personnalités historiques de l'équipe

### Joueurs

#### Effectif actuel
Groupe des sélectionnés pour la Ligue des nations de la CONCACAF 2022-2023 en juin 2022.
Gardiens
- Julani Archibald | 18 mai 1991 (34 ans) | 45 | 0 |  CF Lorca Deportiva
- Clifford Samuel | 13 janvier 1990 (35 ans) | 1 | 0 |  Conaree FC
- Zaykeese Smith | 24 février 2000 (25 ans) | 0 | 0 |  Village Superstars FC

Défenseurs
- Andre Burley | 10 septembre 1999 (25 ans) | 5 | 0 |  Oxford City F.C.
- Dennis Flemming | 17 décembre 1996 (28 ans) | 2 | 0 |  Village Superstars FC
- Ordell Flemming | 16 septembre 1993 (31 ans) | 11 | 0 |  Village Superstars FC
- Kareem Harris | 6 janvier 1988 (37 ans) | 16 | 0 |  St. Peters Strikers FC
- Ezrick Nicholls | Date de naissance inconnue | 0 | 0 |  sans club
- Dijhorn Simmonds | 2 novembre 1998 (26 ans) | 1 | 0 |  Cayon Rockets
- Petrez Williams | 18 juin 2000 (25 ans) | 7 | 0 |  St. Paul's United

Milieux
- Kalonji Clarke | 15 février 2001 (24 ans) | 2 | 0 |  St. Paul's United
- Jayan Duncan | 11 décembre 1995 (29 ans) | 2 | 0 |  Cayon Rockets
- Yohannes Mitchum | 6 avril 1998 (27 ans) | 22 | 1 |  Newtown United
- Raheem Somersall | 5 juillet 1997 (28 ans) | 13 | 0 |  North Carolina
- Omari Sterling-James | 15 septembre 1993 (31 ans) | 13 | 3 |  Kidderminster Harriers F.C.
- Tyquan Terrell | 2 novembre 1998 (26 ans) | 6 | 1 |  St. Peters Strikers FC
- Gerard Williams | 18 juin 2000 (25 ans) | 73 |2 |  TRAU FC

Attaquants
- Carlos Bertie | 10 septembre 1995 (29 ans) | 13 | 2 |  Cayon Rockets
- Vinceroy Nelson | 10 janvier 1996 (29 ans) | 11 | 1 |  St. Paul's United
- Kimaree Rogers | 14 janvier 1994 (31 ans) | 26 | 5 |  Village Superstars FC

#### Principaux joueurs
- Jevon Francis
- Keith Gumbs
- Atiba Harris
- Austin Huggins
- Vernon Sargeant

### Sélectionneurs

#### Encadrement technique actuel
- Sélectionneur sélection Sénior :  Vacant
- Sélectionneurs adjoints :
- Entraîneur des gardiens :
- Masseur-kinésithérapeute :
- Gérant de l'équipement :

#### Liste des sélectionneurs
| - Carlos Cavagnaro (1988) - Alister Edwards (1996–1997) - Ces Podd (1999) - Clinton Percival (2000–2001) - Elvis Brown (2002–2004) - Lenny Lake (2004) - Lenny Taylor (2006–2008) | - Lester Morris (2008) - Lenny Lake (2008–2010) - Clinton Percival (2010–2012) - Jeffrey Hazel (2012–2015) - Jacques Passy (2015–2019) - Earl Jones (2019) - Claudio Caimi (2019-2021) - Leonardo Neiva (2021) |